# Frankrikes utomeuropeiska områden

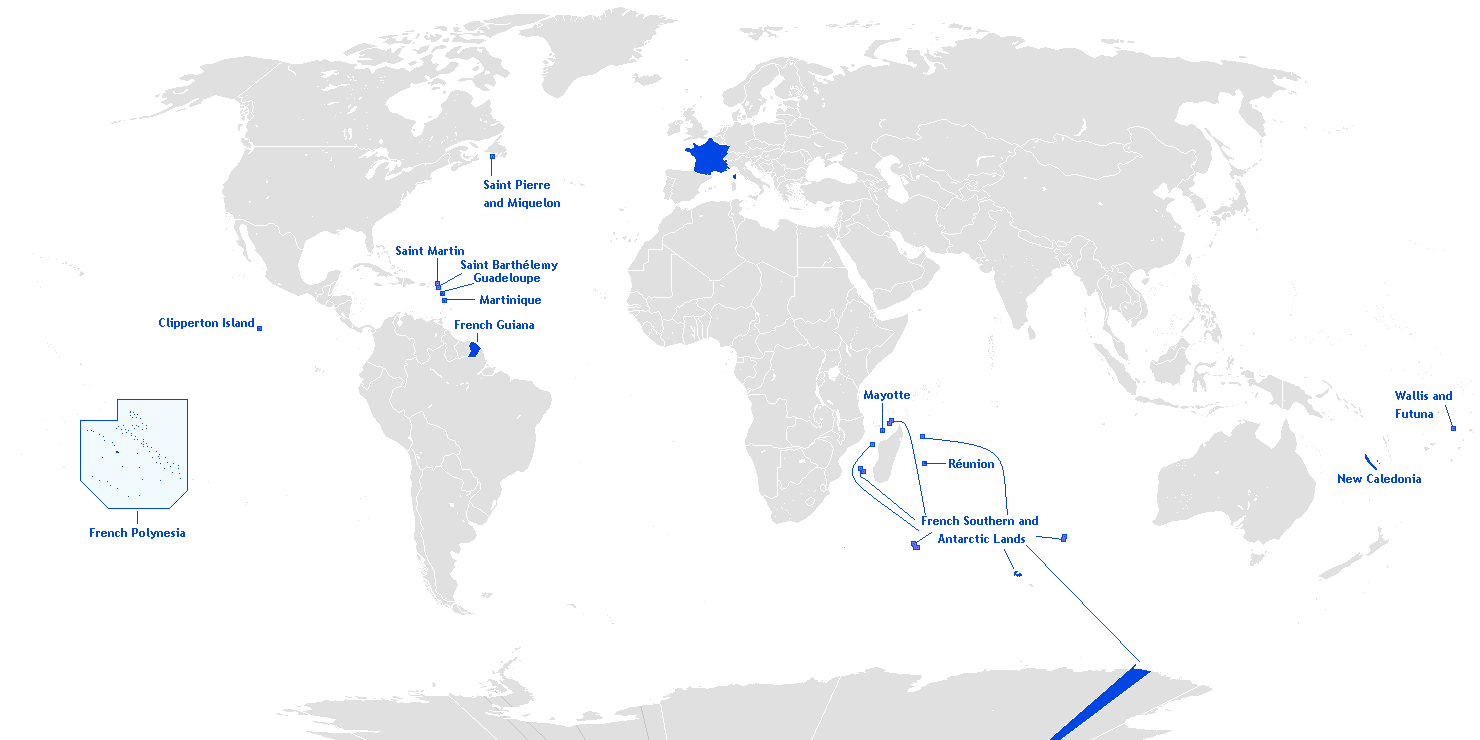
Franska områden.

Frankrikes utomeuropeiska områden (fr. France d'outre-mer) utgörs av de utomeuropeiska territorier som är de återstående resterna av det tidigare franska kolonialimperiet. Idag är det dock bara Nya Kaledonien som finns kvar på FN:s avkoloniseringskommittés lista över avhängiga territorier. Övriga områden har fått sin folkrättsliga status fastställd i demokratiska processer, men i Nya Kaledonien är processen av olika skäl ännu oavslutad.

## Utomeuropeiska departement
Med den fjärde republikens nya författning 1946 gjordes fyra kolonier till utomeuropeiska departement (franska département d'outre-mer). Dessa är likställda med övriga departement i Frankrike och således integrerade delar av den franska staten (jämför Hawaii och Alaska inom USA). 1974 fick de även status som utomeuropeiska regioner (regions d'outre-mer). Därefter har den lokala autonomin utökats vid ytterligare fyra tidpunkter: vid den allmänna regionaliseringsreformen 1982 samt 2000, 2003 och 2007. Inom Europeiska unionen (EU) har de utomeuropeiska departementen statusen som yttersta randområden (outermost regions, OMR), vilket innebär att de tillhör EU.
- Guadeloupe, Västindien.
Efter att tillfälligt ha tillhört Sverige 1813–1814, blev Guadeloupe åter fransk koloni 1814.
- Martinique, Västindien.
Fransk koloni sedan 1635.
- Franska Guyana, Sydamerika.
Under fransk kontroll sedan 1667, koloni 1817.
- Réunion, Indiska oceanen.
Fransk koloni sedan 1654.
- Mayotte, Afrika.
Mayotte har lytt under Frankrike sedan 1843 och införlivades 1908 med kolonin Komorerna som från 1912 styrdes från Madagaskar vilken då också var fransk koloni. 1946 blev Komorerna utomeuropeiskt territorium, med ökat självstyre från 1961. I samband med Komorernas självständighet 1975 valde Mayotte, efter folkomröstning, att skiljas från Komorerna och stanna kvar under Frankrike. 1976 infördes statusen territoriellt förvaltningsområde. Befolkningen på Mayotte röstade för att övergå till att bli ett departement under 2009 och erhöll denna status i mars 2011. Sedan 1 januari 2014 är ögruppen medlem i EU som ett yttersta randområde.[1]

## Korsika
Som region i egentliga Frankrike (France métropolitaine) intar ön Korsika i Medelhavet en särställning. Vid regionreformen 1982 fick ön större ekonomiska befogenheter än övriga regioner. 1991 fick Korsika särskild status som territoriellt förvaltningsområde (collectivité territoriale, se nedan) med en egen parlamentarisk församling och eget exekutivråd. Eftersom man trots detta inte fick någon egen lagstiftande makt, blev Korsika ingen regelrätt autonom region. 2001 blev det möjligt att lära ut korsikanska i skolan, en unik ställning för ett minoritetsspråk i Frankrike. 2003 avvisades ett förslag om ytterligare autonomi i en lokal folkomröstning.
- Korsika, Medelhavet
Efter att ha lytt under Genua var Korsika 1755–1769 en oberoende republik. 1789 införlivades ön med Frankrike.

## Utomeuropeiska förvaltningsområden
Vid en grundlagsrevision 2003 gjordes utomeuropeiska förvaltningsområden (collectivités d'outre-mer) till enhetlig standard för alla bebodda territorier som inte var utomeuropeiska departement och regioner. Dessa styrs ungefär som övriga departement, men utan att vara införlivade med republiken Frankrike. De är alltså fortsatt avhängiga territorier, men på folkrättsligt legitim grund.
De utomeuropeiska förvaltningsområdena står utanför EU, klassificerade som utomeuropeiska länder och territorier. Invånarna är franska medborgare och därmed även EU-medborgare enligt Romfördraget, och deltar i både franska val och EU-val. Flertalet använder euro utom Franska Polynesien, Nya Kaledonien och Wallis- och Futunaöarna som har en valutaunion med CFP-franc som gemensam valuta.

### Före detta utomeuropeiska länder
- Franska Polynesien, Stilla havet.
1842 blev Sällskapsöarna franskt protektorat och koloni 1881. Efter sammanslagningar bildades Franska Oceanien 1903. 1946 ändrades namnet till Franska Polynesien och territoriet fick status som utomeuropeiskt territorium (territoire d'outre-mer). 1958 fick man ökat självstyre varför statusen ändrades till utomeuropeiskt land (pays d'outre-mer).

### Före detta utomeuropeiska territorier
- Wallis- och Futunaöarna, Stilla havet.
Öarna blev protektorat 1887. Efter en folkomröstning 1959, fick de status som utomeuropeiskt territorium 1961.

### Före detta territoriella förvaltningsområden
- Saint-Pierre och Miquelon, Nordamerika
Franskt sedan åtminstone 1604. 1946 fick de status som utomeuropeiskt territorium och 1976 blev de Frankrikes femte utomeuropeiska departement. Inför konsolideringen av Europeiska gemenskaperna (EG) vid mitten av 1980-talet (se Europeiska enhetsakten) ville invånarna (liksom för övrigt grannen Grönland) stå utanför, och öarna omvandlades 1985 till territoriellt förvaltningsområde.

### Före detta arrondissement
Saint-Barthélemy och den franska delen av grannön Saint Martin, utgjorde sedan 1963 ett gemensamt arrondissement i Guadeloupe. Efter en folkomröstning 2003, omvandlades de till utomeuropeiska förvaltningsområden 2007, och är således inte längre införlivat utan avhängigt franskt territorium.
- Saint-Barthélemy, Västindien.
Efter att ha varit en svensk koloni från 1784,  införlivades Saint-Barthélemey med Guadeloupe 1878.
- Saint-Martin, Västindien.
1648 delades Saint Martin mellan Frankrike och Nederländerna.

## Förvaltningsområde sui generis
Då Nya Kaledoniens status fortfarande var olöst vid förvaltningsreformen 2003, blev territoriet tills vidare ett s.k. förvaltningsområde sui generis (collectivité sui generis). Ställningen i förhållande till Frankrike och EU är identisk med den för de utomeuropeiska förvaltningsområdena.
- Nya Kaledonien, Stilla havet.
Nya Kaledonien blev fransk koloni 1853 och utomeuropeiskt territorium 1946. Den inhemska befolkningen kanakerna har strävat efter fullständig självständighet, men utgör en minoritet (cirka 40 %). Efter en folkomröstning 1998 ändrades statusen till utomeuropeiskt land. Beslutet innebar att Nya Kaledonien inom de kommande 15–20 åren gradvis skulle få ökat självstyre. Processen till fullständig självständighet behövde dock förankras i en ny folkomröstning. Tre sådana folkomröstningar anordnades (2018, 2020 respektive 2021), där självständighetsförespråkarna misslyckades med att samla en majoritet i samtliga.[2]

## Utomeuropeiska territorier
Efter 2003 är det endast obebodda områden som har kvar statusen som utomeuropeiskt territorium.
- Franska sydterritorierna som består av Kerguelen, Îles Éparses och fler öar i Indiska oceanen och Adélieland (ensidigt anspråk, se Antarktisfördraget) i Antarktis